# Peppes Trailruncup
Peppes Trailruncup är samlingsnamnet på en serie triallöptävlingar.
Peppes Trailruncup startade 2003 som Svenska Trailrun Master Cup av Per-Erik Malmquist. Sedan 2009 är Stockholms långdistansklubb arrangörer.
Tävlingar som ingår i 2010 års upplaga av cupen är:
- Ursvik Ultra
- Munkastigen Trailrun
- Sörmland Ultra Marathon
- Markusloppet